# 464

464(사백육십사)는 463보다 크고 465보다 작은 자연수다.

## 수학
- 합성수로, 그 약수는 총 10개다. (1, 2, 4, 8, 16, 29, 58, 116, 232, 464)
  - 464의 진약수의 합은 466이므로, 464는 과잉수다.
- 14번째 펜타나치 수다. 앞의 펜타나치 수는 236, 다음은 912이다.
- 회문수다.
- {\displaystyle 464=8^{2}+20^{2}}
  - 서로 다른 두 자연수의 제곱합으로 나타낼 수 있는 수다.
- {\displaystyle 464=8^{2}+12^{2}+16^{2}}
  - 공차가 4인 세 자연수의 제곱합으로 나타낼 수 있는 수다. 이 성질을 지닌 앞의 수는 395, 다음 수는 539다.
  - 연속하는 세 개의 {\displaystyle 4n}({\displaystyle n}은 자연수)의 제곱합으로 나타낼 수 있으며, 이 성질을 지닌 앞의 수는 224, 다음 수는 800이다.
- {\displaystyle 57^{2}-1}은 464로 나누어떨어진다.

## 과학
- NGC 464: 안드로메다자리 방향에 있는 이중성.

## 교통
- 국도 제464호선
  - 일본 464번 국도: 지바현 마쓰도시에서 나리타시까지 이어지는 일본의 국도.
- 기타 도로
  - 464번 지방도: 강원특별자치도 철원군 갈말읍에서 철원읍까지 이어지는 대한민국의 지방도.
  - 현도 제464호선

## 군사
- U-464(영어판, 독일어판): 제2차 세계 대전에 사용된 나치 독일의 군용 잠수함.

## 문화유산
- 대한민국의 보물 제464호: 원주 흥법사지 삼층석탑
- 대한민국의 사적 제464호: 파주 혜음원지

## 기타
- 연도: 464년, 기원전 464년